# Yernaux (métro léger de Charleroi)
La station Yernaux, anciennement Chet, est une des stations de la ligne M5 du métro léger de Charleroi. Cette station est aérienne et se trouve sur la ligne vers Châtelet. Elle est complètement construite mais n'a jamais été inaugurée et reste inexploitée. La station empruntait originellement son nom à la rue de Chet à proximité. Les murs de la station sont recouverts de panneaux métalliques de couleur rouge. La station dessert une zone d'habitations à appartements et le stade Yernaux. Elle fut créée par l'architecte Jean Yernaux.

## Histoire
Construite au début des années 1980, elle n'a jamais été exploitée comme la ligne M5 qui la dessert.

## Projets
Il est prévu l'ouverture d'un chantier de remise à niveau en 2023, pour une mise en service en 2026, ; à la suite de ces travaux la station est renommée Yernaux .

## Galerie

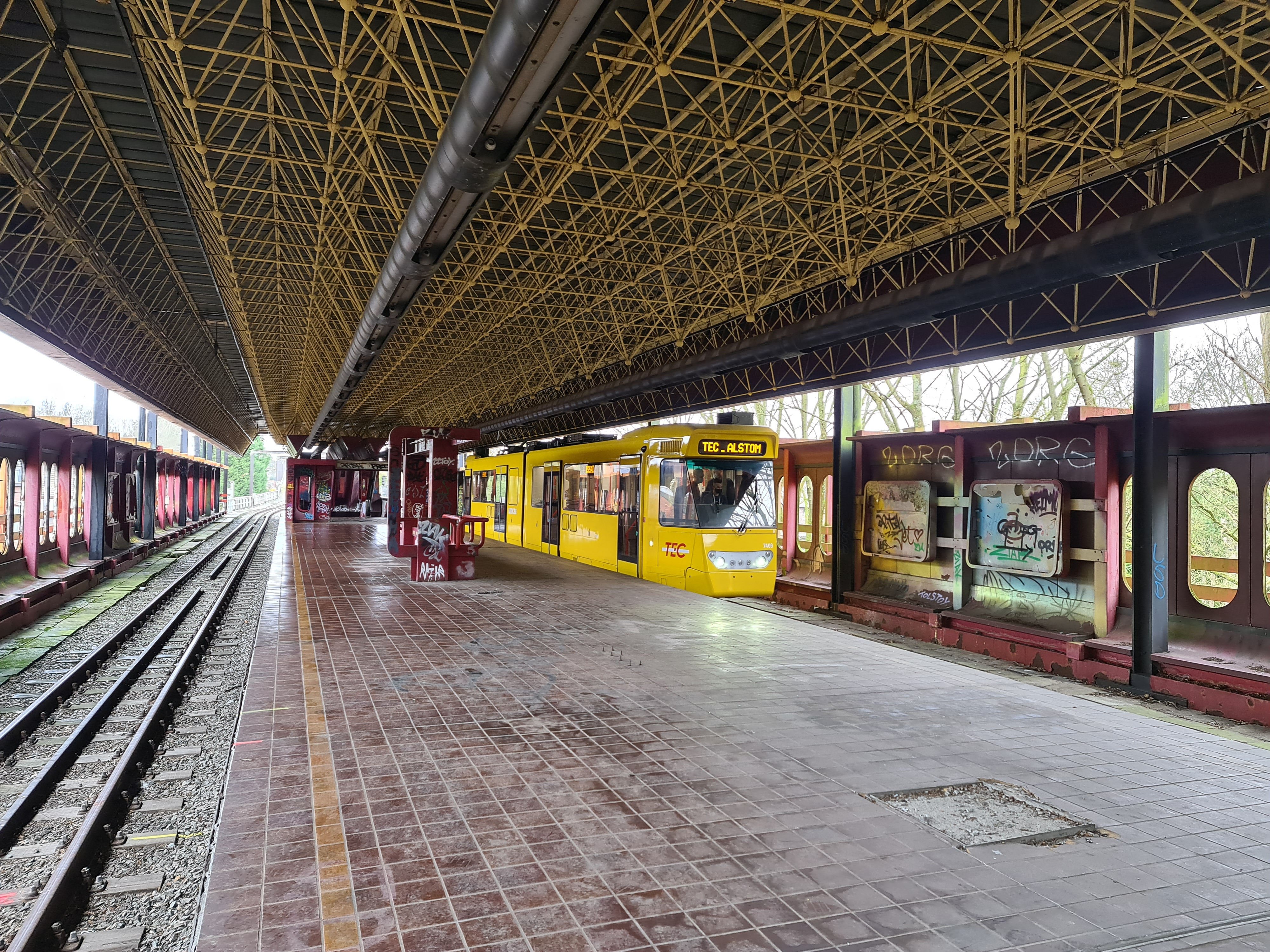
Quais de la station en 2022, déteriorés par le vandalisme.